# 短薄鳅
短薄鳅（学名：Leptobotia curta）为輻鰭魚綱鯉形目沙鳅科薄鳅属的鱼类，為溫帶淡水魚，分布于亞洲日本琵琶湖、淀川以及中國福建等淡水流域，體長可達15公分，棲息在底層水域，生活習性不明。该物种的模式产地在福建。

## 扩展阅读
維基物種上的相關：短薄鳅